# Europäisches Forum für Migrationsstudien
Das Europäische Forum für Migrationsstudien (Eigenschreibweise: europäisches forum für migrationsstudien (efms)) war ein sozialwissenschaftliches Forschungsinstitut an der Otto-Friedrich-Universität Bamberg. Zwischen 1993 und 2019 forschte das efms zu Migrations- und Integrationsfragen in Deutschland und Europa.

## Ziele
Gegründet 1993 gehörte das efms zu den ersten deutschen Forschungsinstituten zum Themenbereich Migration-Integration. Motivation der Institutsgründung war, eine kontinuierliche Forschung zu diesen Themen aufzubauen und die entsprechenden Kompetenzen und Kapazitäten für eine praxisorientierte Forschung und Politikberatung zu entwickeln. Die Ziele des efms waren insbesondere das Wissen über Migrations- und Integrationsprozesse zu verbessern, den Wissensaustausch zwischen Forschung, Verwaltung, Politik und Öffentlichkeit zu unterstützen und somit zur Verbesserung der Migrations- und Integrationspolitik in Deutschland und Europa beizutragen.

## Arbeitsbereiche

### Forschungsprojekte
Das efms bearbeitete Forschungs- und Dienstleistungsprojekte in den Arbeitsbereichen:
- Migrationsberichterstattung und Migrationspolitik
- Integrationsprozesse und Integrationspolitik
- Diskriminierung und Anti-Diskriminierungspolitik
- Evaluation von Integrationsmaßnahmen.

In der Aufbauphase konzentrierte sich das Institut auf die Migrationsforschung. So entwickelte das efms in der zweiten Hälfte der 1990er Jahre das Konzept der Migrationsberichterstattung für Deutschland und erstellte auf Beschluss des Deutschen Bundestags in den folgenden Jahren den Migrationsbericht. Forschungsprojekte zu Migrationstheorie und irregulärer Migration kamen hinzu. Später wurde am efms zum Beispiel auch zur Zuwanderung hochqualifizierter Personen geforscht.
Die Themen Integration, Diskriminierung sowie Evaluation erweiterten das Arbeitsspektrum des efms. So erforschte es die Integration von Migranten, unterstützt Kommunen bei der Entwicklung von integrationspolitischen Konzepten und erstellt wissenschaftliche Analysen zu Rassismus, Fremdenfeindlichkeit, Diskriminierung und Asyl, unter anderem für die Antidiskriminierungsstelle des Bundes und die Agentur der Europäischen Union für Grundrechte.
Des Weiteren beteiligte sich das efms bei der Entwicklung von Social Media zur partizipativen Politikgestaltung. Darüber hinaus begleitete und evaluierte das efms Integrationsprojekte und Programme von Landesregierungen, Städten oder Stiftungen. Als institutionelles Mitglied der DeGEval – Gesellschaft für Evaluation beachtete das efms dabei die DeGEval-Standards für Evaluation.

### Europäische Orientierung
Eine europäische Orientierung war in allen Projekten zentral für die Arbeit des Instituts. Das efms war Mitglied mehrerer europäischer Netzwerke:
- IMISCOE Research Network (International Migration, Integration and Social Cohesion in Europe)[10]
- FRANET, das multidisziplinäre Forschungsnetzwerk der Agentur der Europäischen Union für Grundrechte[11]
- RED (Rights, Equality and Diversity) European Network Combating Racism & Xenophobia[12]
- EMN (Europäisches Migrationsnetzwerk)[13]
- European network of Cities for Local Integration Policies for Migrants (CLIP)[14]

## Struktur und Trägerschaft
Das efms wurde von den Sozialwissenschaftlern Friedrich Heckmann und Wolfgang Bosswick sowie den Rechtsanwälten Viktor Foerster und Walter J. Weber als Institut an der Otto-Friedrich-Universität Bamberg gegründet. Träger des efms war der gemeinnützige Verein Europäisches Forum für Migrationsstudien. Wissenschaftlich geleitet wurde das efms von Friedrich Heckmann, als Geschäftsführer fungierte Wolfgang Bosswick.
Nach einer Phase der Anlaufförderung durch die Stiftung für Bevölkerung, Migration und Umwelt BMU (Zürich) finanzierte sich das efms vor allem durch Drittmittelprojekte. Auftraggeber waren u. a. EU-Institutionen, die Bundesregierung und Landesregierungen, Kommunen sowie Stiftungen. Im März 2019 wurde die Tätigkeit des Instituts wegen mangelnder finanzieller Förderung eingestellt.

## Publikationen (Auswahl) zur Migrationsforschung
Die Publikationsschwerpunkte des efms stellten sich wie folgt dar:

### Methodologische Beiträge
- Reiter, Stefanie; Heckmann, Friedrich; Köhler, Claudia; Peucker, Mario: Quantitative Integration Research in Europe – Data Needs and Data Availability. Thematic Study. Erstellt im Rahmen des EU-Projekts PROMINSTAT, Wien 2010[17]

### Menschenrechte
- Peucker, Mario: Diskriminierung aufgrund der islamischen Religionszugehörigkeit im Kontext Arbeitsleben – Erkenntnisse, Fragen und Handlungsempfehlungen. Antidiskriminierungsstelle des Bundes (ADS), Berlin 2010[18]
- Lechner, Claudia; Peucker, Mario: Machbarkeitsstudie "Standardisierte Datenerhebung zum Nachweis von Diskriminierung!? – Bestandsaufnahme und Ausblick". Antidiskriminierungsstelle des Bundes (ADS), Berlin 2010[19]
- Neske, Matthias: Menschenschmuggel. Deutschland als Transit- und Zielland irregulärer Migration. Lucius & Lucius, Stuttgart 2007

### Migrationspolitik
- Bosswick, Wolfgang; Heckmann, Friedrich (Hrsg.): Migration Policies: a Comparative Perspective, Foreword by Richard von Weizsäcker, Enke Verlag Stuttgart 1995

### Migrationstheorie
- Wunderlich, Tanja: Die neuen Deutschen. Subjektive Dimensionen des Einbürgerungsprozesses. Lucius & Lucius, Stuttgart 2005
- Heckmann, Friedrich: Ethnische Minderheiten, Volk und Nation. Soziologie inter-ethnischer Beziehungen. Enke Verlag, Stuttgart 1992

### Kommunen und Freistaat Bayern
- Halisch, Judith; Lüken-Klaßen, Doris: Integrationsbericht Schwäbisch Gmünd. Bamberg 2008[20]
- Heckmann, Friedrich; Lutz, Anna: Die Bevölkerung mit Migrationshintergrund in Bayern. Stand der Integration und integrationspolitische Maßnahmen. München 2010[21]

### Deutschland
- Heckmann, Friedrich; Krobisch, Verena: Migration und Integration in Deutschland – Chronologie der Ereignisse und Debatten Mai 2008 – April 2009. In: Krüger-Pongratz, Marianne / Schiffauer, Werner (Hg.) Migrationsreport 2010, Frankfurt und New York 2011, S. 201–269
- Reiter, Stefanie; Peucker, Mario: National Data Collection Systems and Practices. Country Report Germany. Erstellt im Rahmen des EU-Projekts PROMINSTAT, Wien 2009[22]
- Currle, Edda; Wunderlich, Tanja (Hrsg.): Deutschland – ein Einwanderungsland? Rückblick, Bilanz und neue Fragen. Lucius & Lucius, Stuttgart 2001
- Lederer, Harald: Migration und Integration in Zahlen. Ein Handbuch. Herausgegeben von der Beauftragten der Bundesregierung für Ausländerangelegenheiten, Bonn 1997[23]

### Europa
- Heckmann, Friedrich; Lüken-Klaßen, Doris: Intercultural policies in European cities. CLIP Network. Dublin 2010[24]
- Bosswick, Wolfgang; Heckmann, Friedrich; Lüken-Klaßen, Doris: Housing and integration of migrants in Europe. CLIP Network. Straßburg. Dublin 2007[25]
- Currle, Edda: Migration in Europa. Daten und Hintergründe. Lucius & Lucius, Stuttgart 2004
- Heckmann, Friedrich; Schnapper, Dominique: The Integration of Immigrants in European Societies. National Differences and Trends of Convergence. Lucius & Lucius, Stuttgart 2003
- Heckmann, Friedrich (Hrsg.): Migration und Integration in Europa. Symposium zum 5-jährigen Bestehen des efms. efms Bamberg 1998
- Tomei, Verónica: Europäische Migrationspolitik zwischen Kooperationszwang und Souveränitätsansprüchen. Europa Union Verlag Bonn 1997
- Tomei, Verónica: Europäisierung nationaler Migrationspolitik. Eine Studie zur Veränderung von Regieren in Europa. Lucius & Lucius Stuttgart 2001
- Heckmann, Friedrich; Tomei, Verónica (Hrsg.): Freizügigkeit in Europa. Migrations- und europapolitische Aspekte des Schengen-Vertrages. Europa Union Verlag Bonn 1996